# Eqaluit Akiat
Eqaluit Akiat [ɜˈqaluit akiˈat] (nach alter Rechtschreibung Eĸaluit Akiat; häufig grammatisch inkorrekt Eqaluit Akia) ist eine grönländische Schäfersiedlung im Distrikt Qaqortoq in der Kommune Kujalleq.

## Lage
Eqaluit Akiat liegt im Seengebiet Tasikuluulik (Vatnahverfi) und direkt am Ende des Eqaluit Tasiat, einem Teilsee des Tasersuaq. 1,7 km westnordwestlich liegt die Schäfersiedlung Eqaluit. Die nächstgelegenen größeren Orte sind Igaliku (26 km nördlich), Ammassivik (20 km südöstlich), Eqalugaarsuit (25 km südwestlich) und Qaqortoq (27 km östlich).

## Geschichte
Eqaluit Akiat ist seit 1967 bewohnt, als es dort vier Einwohner gab. Ein Jahr später waren es sechs. Später wurde die Siedlung wieder verlassen.

## Bevölkerungsentwicklung
Eqaluit Akiat ist seit 1982 wieder bewohnt. Seither hatte die Siedlung maximal sechs Bewohner. Einwohnerzahlen der Schäfersiedlungen sind letztmals für 2013 bekannt. Eqaluit Akiat wird statistisch unter „Farmen bei Eqalugaarsuit“ geführt.